# Shanglin
Shanglin (chino simplificado: 上林; pinyin: Shànglín; Zhuang: Siengxlaem) es un condado bajo la administración de la ciudad-prefectura de Nanning , en la región autónoma Zhuang de Guangxi, República Popular China.
Se encuentra a una altitud de 400 m sobre el nivel del mar.

## Demografía
Según estimación 2009 contaba con 482574 habitantes.82% pertenece al grupo étnico de los Zhuang.